# 松鼠猴
松鼠猴（學名Saimiri sciureus）是一種小型的新世界猴，屬於卷尾猴科，分佈于南美的大多數國家。由于松鼠猴体型娇小，不具有攻击性，因此近年来深受全球各地动物园的欢迎，国内不少野生动物园都引进了松鼠猴与游客直接互动。

## 图集

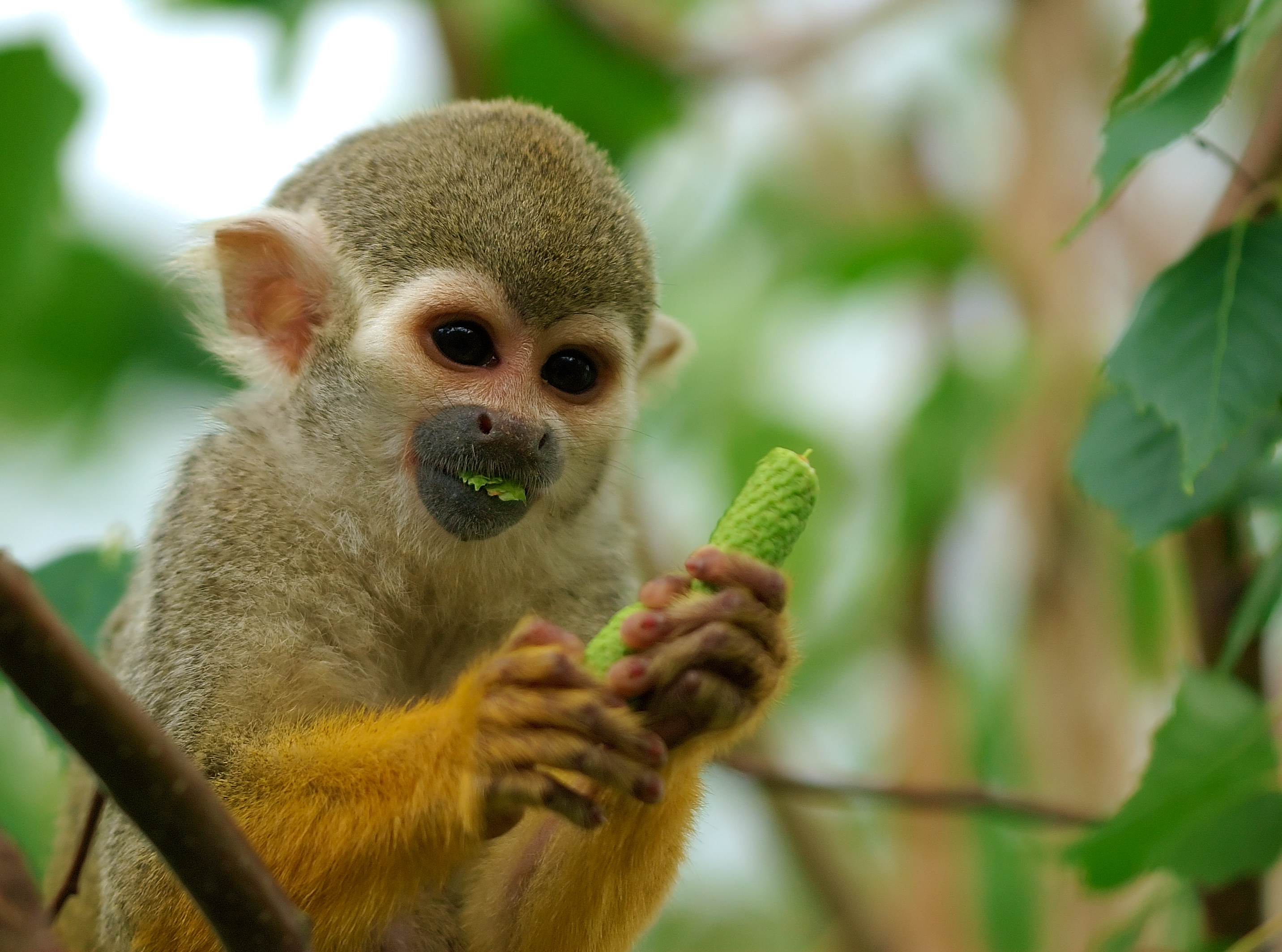
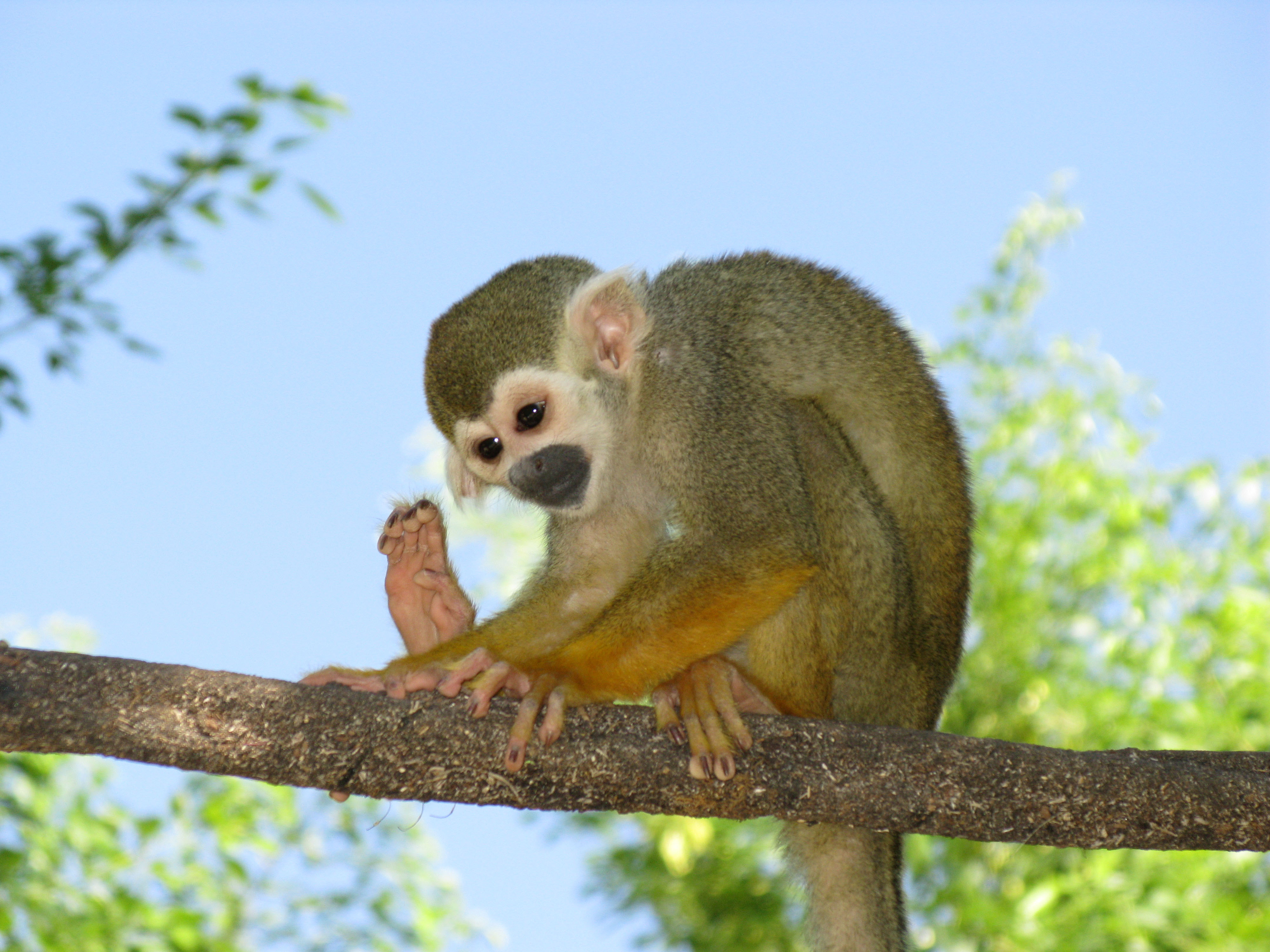
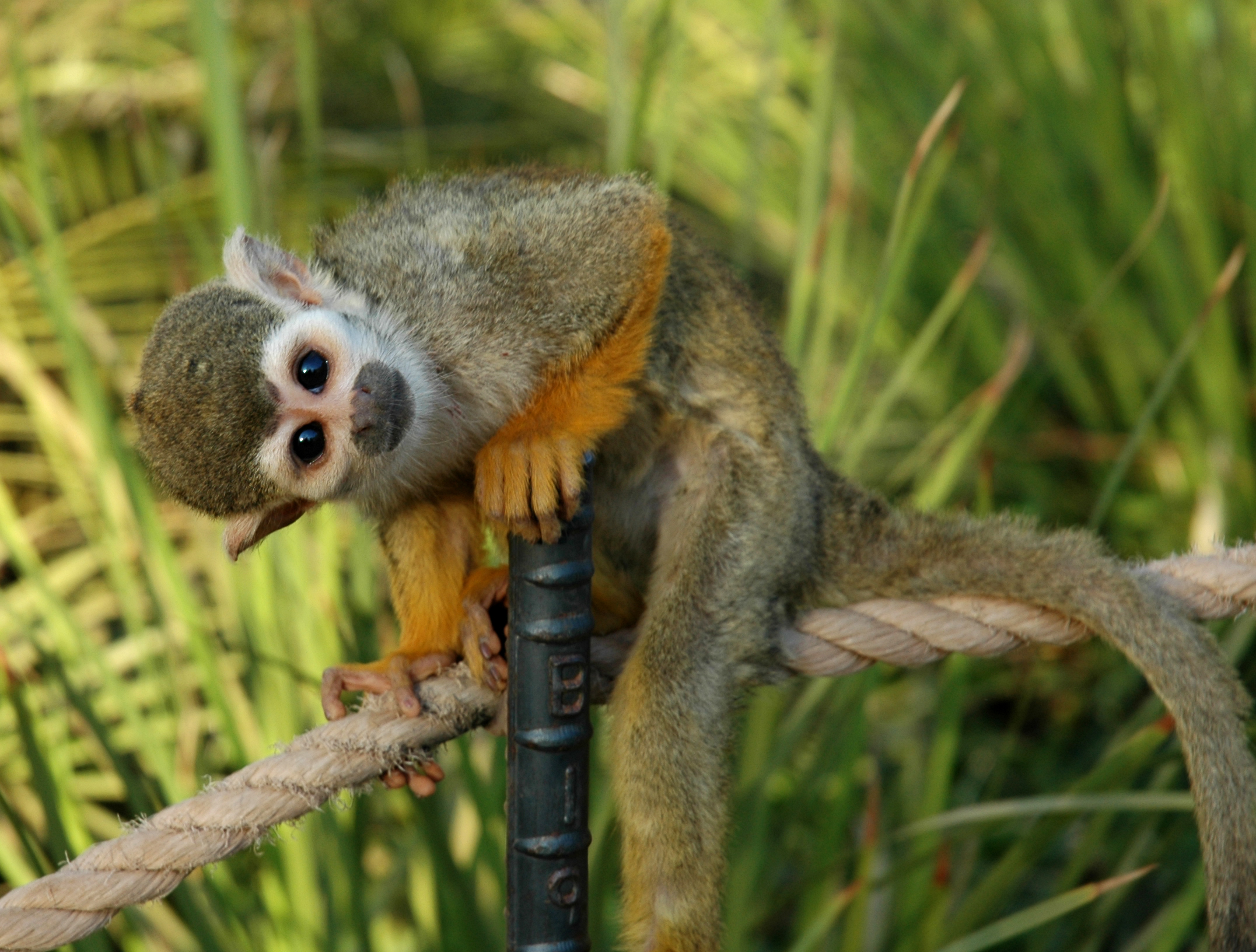
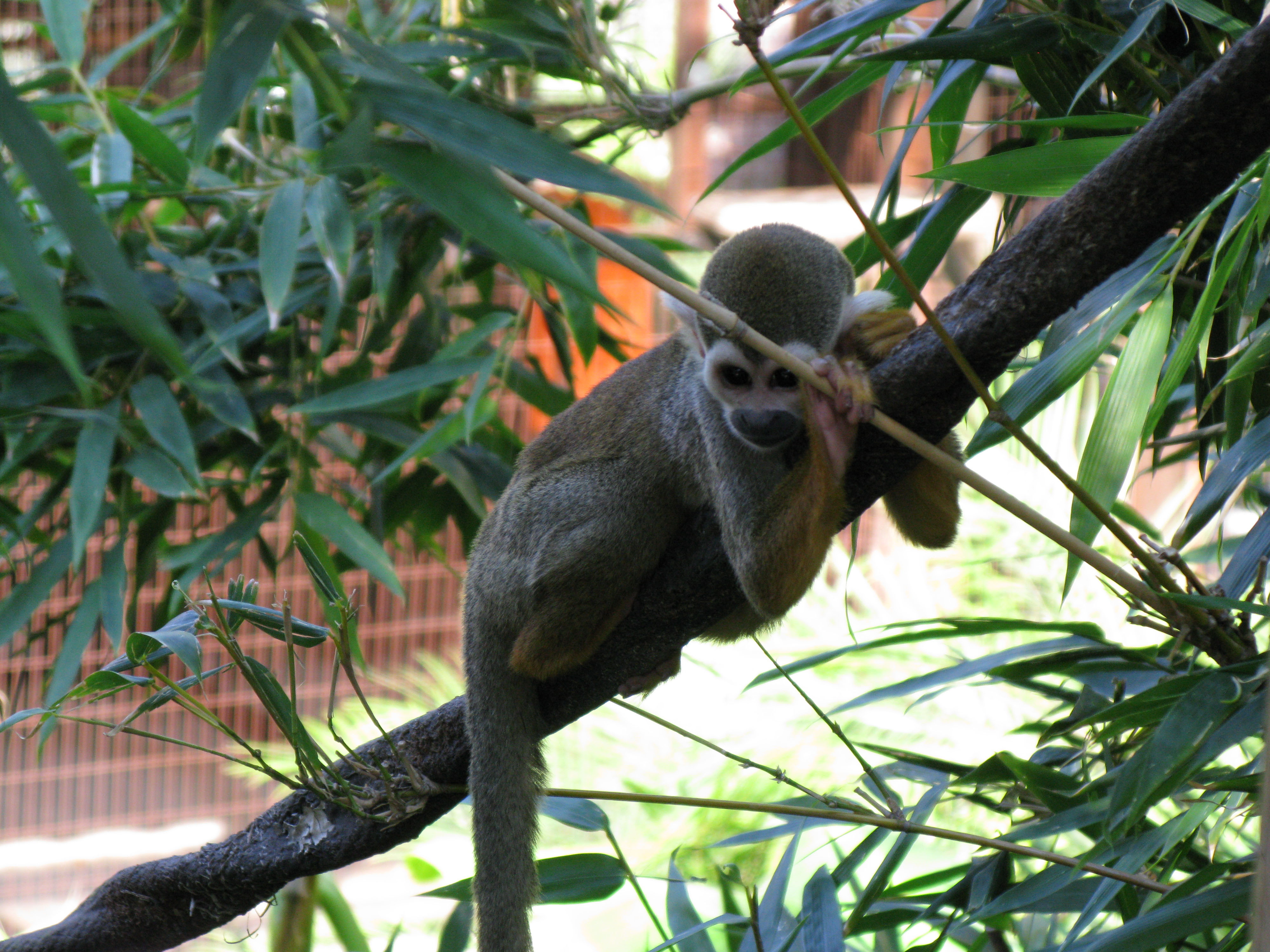

## 居住
松鼠猴主要生活在亞馬孫盆地，玻利维亚、巴西、哥伦比亚、厄瓜多尔、法属圭亚那、圭亞那、秘鲁、蘇利南、巴拉圭、委内瑞拉等国家都有分布，还有一部分松鼠猴被引进到美国佛罗里达州南部。
2009年，有人在巴西里约热内卢的奇久卡森林（Tijuca Forest）观察并拍摄到了一群放养的松鼠猴，这群松鼠猴可能是被放生的，也可能是从宠物贸易中逃脱的。到2010年，松鼠猴已经开始被视作巴西大西洋沿岸森林的入侵物种，它们以濒危鸟类的蛋作为食物的情况引起了关注。
松鼠猴通常喜欢栖息在林冠的中部，有时候也会到地面活动，或者爬上林冠高处。它们喜欢雨林、热带草原、红树林或者沼泽地能为猛禽提供掩护的植被。

## 生理与习性

### 食性

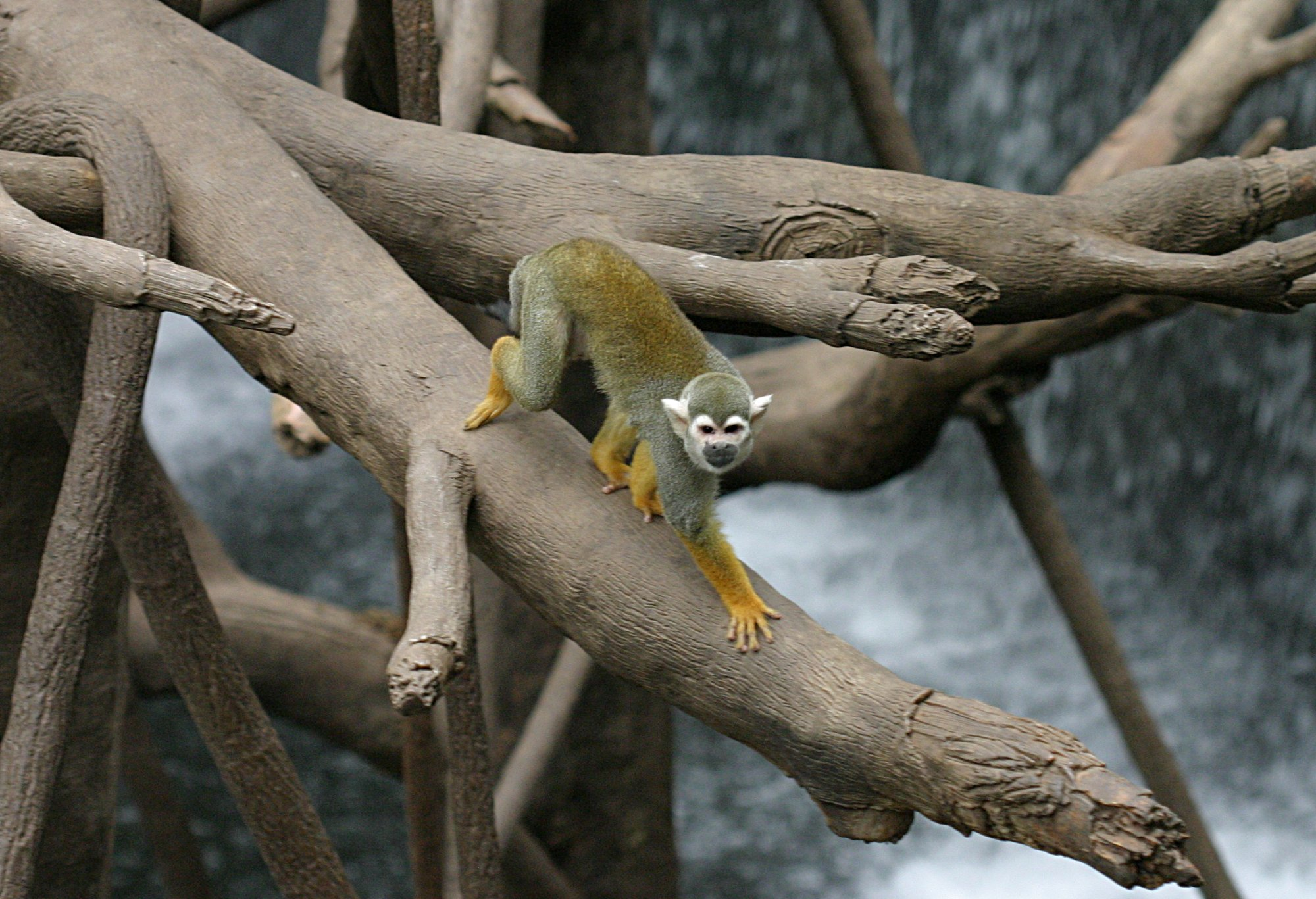
動物園裏的松鼠猴。

一般认为，松鼠猴既以水果为食，也以昆虫为食，偏爱树上的莓类水果。被捕获后，松鼠猴常被喂以苹果、橘子、葡萄、香蕉之类的水果。它们也食用多种蔬菜，比如莴苣、芹菜和洋葱。松鼠猴也会捕食昆虫和小型脊椎动物如树蛙。松鼠猴主要从食物中摄取水分，也会从树洞和地上的水坑饮水。找不到水果的时候，松鼠猴也会食用花蜜。
松鼠猴花在觅食上的时间，跟食物的种类有关。如果能轻松找到较大的水果，松鼠猴就不会花太多时间觅食。否则，松鼠猴就会耗费大量时间寻找食物。觅食也是松鼠猴玩耍的过程，如果它们被捕获，就很容易感到无聊，因为食物直接就被提供了。

### 社会行为
松鼠猴采用一夫多妻制，一个群体内部有多个雄性，多个雌性。大部分的社会行为是在不同的年龄/性别阶层中发生的，成年雄性、母子、青年中都有这样的阶层划分。群体的核心是由成年雌性及其幼崽组成的。每个阶层对成年雌性的吸引力最终使若干个阶层成为一个社会群体。青年成员活动频繁时，会在为数众多的成员周围玩耍嬉戏，但它们通常都围绕在成年雌性周围。至于成年雄性对雌性的吸引程度，则依赖每年的繁殖周期，雄性和雌性之间的距离与周期相关。整体上，不同阶层之间的交互大多时间与成年雌性有关。值得一提的是，松鼠猴内部的年龄/性别阶层划分并没有严格定义，因为性别之间的隔离程度有所不同。有些亚种之间的两性异形程度很高，因而是性别隔离的，雄性和雌性之间的交互较少，还有些亚种之间的两性异形程度低，两性之间是相容的。
繁殖的季节性对松鼠猴的社会行为有重要影响，异性间的交互频率在出生季节和交配季节存在差异。出生季节，成年雄性并不活跃，通常在远离猴群的地方玩耍觅食。交配季节时，成年雄性更为肥壮、易激，有攻击性，经常喊叫，大部分时间都在和同性争夺统治权，或者尾随发情期的雌性期望交配。雄性如果安静地接近愿交配的雌性，交配的可能性就增加了。不愿意交配的雌性对任何雄性的接近反应都很强烈，它们通常会借助周围雌性的帮助威胁雄性并把雄性赶走。整体而言，松鼠猴异性间的交互在交配季节大大增加。
松鼠猴的幼崽生长的很快。五到八个月时，松鼠猴已经相当独立，每天只有一小部分时间在母亲身边度过，甚至已经能自己找到食物。幼崽是猴群的活跃成员，攀爬、奔跑、探索、经常跟猴群的成年猴接触。大部分的成年猴-幼崽之间的交互，是从幼崽走近它们母亲以外的成年母猴开始。成年猴一般都会冷静地回应幼崽，一部分成年猴会排斥幼崽。幼崽在猴群里的地位是最低的。
松鼠猴社会行为的很多方面，比如支配关系、联盟、分布特征、侵略，都和捕食生态有关。捕食生态直接影响猴群中的母猴，反过来又影响雄性的行为。松鼠猴的捕食区域很小很密集，因此打斗能力最强的松鼠猴个体能够独占任何捕食区域。松鼠猴群体内部的竞争是非常常见的，猴群之间的竞争也在中高程度。猴群中母猴的联盟也不是那么坚固，因为结成联盟争得捕食区域后，霸占该区域是最有利的选择。
生殖发育成熟猴，公猴都会从出生的猴群中迁出。此后，它们可能会选择独居，可能成为另一个猴群的外围成员，可能会加入另一个有公猴有母猴的猴群，或者混入别的品种的猴群。如果选择成为外围成员，公猴会和那个猴群保持一定距离，跟随它们移动。这些公猴没有多少支配权。少数雄性松鼠猴被观察到和其他品种的猴子交互。有些母猴也会离开自己出生的猴群，但它们可能会想家，如果离开也是在生殖成熟之后，常常在交配季节前后迁移。因此，它们离开猴群的时候常常是怀孕的，或者带着出生不久的小猴。
公猴对母猴有支配权，但母猴在猴群中仍有较高地位，能够结盟对抗公猴。公猴结盟的情况非常罕见，尽管有时会出现和猴群保持距离的小群公猴或者独居的公猴。某些理论认为雄性松鼠猴不结盟的原因是它们因为迁移，相互之间没有亲缘关系。公猴之间攻击性也比较强，结盟可能会增加竞争的死亡风险。
公猴之间的生殖器展示是猴群等级制度的重要社会标志，它和性行为无关，只用于社会交流。具体行为是，公猴张开两腿，露出勃起的生殖器。占据统治地位的公猴向服从它们的公猴展示生殖器以强调自己的地位，正对着其他公猴做这个动作，有时是身体前倾，有时是在一定距离外竖直身体完成。交配季节时，这种形式的统治权宣示增加，侵略行为也增加，因为公猴需要展现自己的地位和力量，赢得更多的交配机会。生殖器展示也可能宣告公猴之间的联盟关系，有时候公猴会一起进行“联合展示”。

### 习惯
松鼠猴习惯白天活动，晚上休息。平常松鼠猴很安静，但受惊吓时会大声叫喊。不同的情况下，松鼠猴的叫声也不一样，有啼叫、嚎叫和尖叫的区别。松鼠猴保护自家领地的时候常会发出啼叫声。松鼠猴打斗前后则会发出嚎叫声。争夺统治权时，松鼠猴会发出尖叫。研究表明，松鼠猴最常见的叫声是遗传决定的，而不是学习得到的，实验中松鼠猴从幼崽时期还不会叫喊时就被隔离，所发出的声音和其他松鼠猴基本相同。有一只出生就耳聋的松鼠猴发出的叫喊也和其他松鼠猴一样，证明松鼠猴的叫喊声是遗传决定的。
松鼠猴是树栖动物，也有时候会到地面活动。一个小群一般有12-100只猴子。在活动不受影响的森林里，有时候猴群数量可能会多达500。

## 现状
松鼠猴被IUCN列为“无危”级别。然而，松鼠猴和其他雨林动物一样，生存环境受到森林开伐的威胁。松鼠猴也被大量捕捉，用作宠物饲养或医学研究。

## 亚种
松鼠猴共有四个亚种：
- Saimiri sciureus sciureus
- Saimiri sciureus albigena
- Saimiri sciureus cassiquiarensis
- Saimiri sciureus macrodon